# Lobos da Serra
Lobos da Serra é um filme português de 1942, dirigido por Jorge Brum do Canto.
Arruinado pelas intempéries, tendo perdido tudo, um camponês decide ligar-se à atividade contrabandista raiana. Mas a solidariedade dos vizinhos vai conseguir que ele saia das garras dessa ilícita atividade.

## Elenco
- Maria Domingas - Margarida
- António de Sousa - António
- António Silva - Tio Luís
- Costinha - Joãozinho
- José Alves - Chiola
- Maria Emília Villas-Marimília - Senhora Conceição
- Américo Leite Rosa - Ralha
- António Rosa - Pancho
- Armando Chagas - 1º Miúdo
- Armando Machado - Cabo Maximino
- Artur Rodrigues - Tio João
- Cão Patinhas
- António da Silva Viana - 2º Miúdo
- Carlos Barros - 1º Guarda Fiscal
- Carlos Otero - Joaquim
- Ema de Oliveira - Senhora Micas
- Jaime Mendes
- João Guerra - Pintassilgo
- João Marques - 3º Miúdo
- João Tavares - 1º Contrabandista
- José Malveira
- Madalena Vilaça - Lola
- Manuel Santos Carvalho - Sargento Batata
- Natália Silva - Garota
- Reginaldo Duarte - 2º Guarda Fiscal
- Silva Araújo - Padre Eduardo